# Listă de cărți: M
Lista cărți: A - Ă - B - C - D - E - F - G - H - I - Î - J - K - L - M - N - O - P - Q - R - S - Ș - T - Ț - U - V - W - X - Y - Z
- Maestrul și Margareta de Mihail Bulgakov
- Maitreyi de Mircea Eliade
- Mara de Ioan Slavici
- Marea trolilor de Nancy Farmer
- Marginea Fundației de Isaac Asimov
- Marile speranțe de Charles Dickens
- Mașina timpului de H. G. Wells
- Mândrie și prejudecată de Jane Austen
- Memoriile unei gheișe de Arthur Golden
- Memoriile lui Hadrian de Marguerite Yourcenar
- Memoriile lui Sherlock Holmes de Arthur Conan Doyle
- Micul Prinț de Antoine de Saint-Exupéry
- Minunata călătorie a lui Nils Holgersson de Selma Lagerlöf
- Misterioasa flacără a reginei Loana de Umberto Eco
- Mizerabilii de Victor Hugo
- Moarte pe Nil de Agatha Christie
- Mobilul de Stephen King
- Moby Dick de Herman Melville
- Moromeții de Marin Preda